# Coppa Europa di atletica leggera 1965
La prima edizione della Coppa Europa di atletica leggera si svolse nel 1965. Le finali si disputarono in Germania Ovest: quella maschile a Stoccarda dall'11 al 12 settembre 1965, quella femminile a Kassel il 19 settembre.
Entrambe le competizioni videro la vittoria dell'Unione Sovietica.

## Formula
Per ciascuna delle due competizioni le sei squadre finaliste sono state selezionate attraverso tre semifinali a ciascuna delle quali hanno preso parte 6 squadre. Solo per la gara maschile, che vedeva iscritte 24 nazioni, è stato necessario un turno preliminare.

### Coppa maschile
I turni preliminari si sono svolti a Vienna e a Enschede il 26 e 27 giugno. La vincente di ciascun turno ha avuto accesso alle semifinali. 
| Pos. | Nazione     | Punti |
| ---- | ----------- | ----- |
| 1    | Svizzera    | 62    |
| 2    | Austria     | 61    |
| 3    | Grecia      | 47    |
| 4    | Lussemburgo | 27    |

| Pos. | Nazione     | Punti |
| ---- | ----------- | ----- |
| 1    | Paesi Bassi | 60    |
| 2    | Spagna      | 58    |
| 3    | Danimarca   | 49    |
| 4    | Portogallo  | 33    |

Le semifinali si sono svolte a Zagabria, a Oslo e a Roma il 21 e 22 agosto. Le prime due squadre si sono qualificate per la finale.
| Pos. | Nazione          | Punti |
| ---- | ---------------- | ----- |
| 1    | Unione Sovietica | 92    |
| 2    | Francia          | 92    |
| 3    | Ungheria         | 72    |
| 4    | Finlandia        | 64    |
| 5    | Norvegia         | 51    |
| 6    | Belgio           | 41    |

| Pos. | Nazione        | Punti |
| ---- | -------------- | ----- |
| 1    | Germania Ovest | 96    |
| 2    | Polonia        | 85    |
| 3    | Cecoslovacchia | 81    |
| 4    | Italia         | 67    |
| 5    | Bulgaria       | 45    |
| 6    | Svizzera       | 45    |

| Pos. | Nazione      | Punti |
| ---- | ------------ | ----- |
| 1    | Germania Est | 90    |
| 2    | Regno Unito  | 89    |
| 3    | Svezia       | 81    |
| 4    | Romania      | 65    |
| 5    | Jugoslavia   | 52    |
| 6    | Paesi Bassi  | 41    |

### Coppa femminile
Le 18 squadre iscritte hanno disputato le semifinali il 16 luglio nelle sedi di Costanza, Fontainebleau e Lipsia. Le prime due di ciascuna semifinale si sono qualificate per la finale. Nella prima semifinale gli squadroni di URSS e Germania Ovest si sono aggiudicati i due posti disponibili nonostante la strenua resistenza delle padrone di casa della Romania. Molto incerta la seconda semifinale, che ha visto il passaggio del turno di Ungheria e Paesi Bassi ai danni della Gran Bretagna. Senza storia la terza semifinale, che ha visto Germania Est e Polonia nettamente in vantaggio sulle altre contendenti.
| Pos. | Nazione          | Punti |
| ---- | ---------------- | ----- |
| 1    | Unione Sovietica | 53    |
| 2    | Germania Ovest   | 53    |
| 3    | Romania          | 49,5  |
| 4    | Jugoslavia       | 25,5  |
| 5    | Norvegia         | 25    |
| 6    | Austria          | 24    |

| Pos. | Nazione     | Punti |
| ---- | ----------- | ----- |
| 1    | Ungheria    | 50    |
| 2    | Paesi Bassi | 47    |
| 3    | Regno Unito | 46    |
| 4    | Francia     | 38    |
| 5    | Bulgaria    | 33    |
| 6    | Belgio      | 14    |

| Pos. | Nazione        | Punti |
| ---- | -------------- | ----- |
| 1    | Germania Est   | 58    |
| 2    | Polonia        | 56    |
| 3    | Cecoslovacchia | 39    |
| 4    | Svezia         | 30    |
| 5    | Italia         | 24    |
| 6    | Danimarca      | 23    |

## Classifiche finali
La coppa maschile è stata vinta dall'Unione Sovietica, con 9 successi parziali, con un solo punto sulla Germania Ovest, che ha conseguito solo 5 vittorie ma è stata più regolare nei piazzamenti. Terza si è piazzata la Polonia con lo stesso punteggio della Germania Est ma un maggior numero di successi parziali (3 contro 2).
Meno incerto l'esito della coppa femminile, vinta dalla squadra sovietica con un netto vantaggio sulle tedesche dell'est, mentre il terzo posto è andato anche qui alla Polonia che ha preceduto di un punto la Germania Ovest.
| Pos. | Nazione          | Punti |
| ---- | ---------------- | ----- |
| 1    | Unione Sovietica | 86    |
| 2    | Germania Ovest   | 85    |
| 3    | Polonia          | 69    |
| 4    | Germania Est     | 69    |
| 5    | Francia          | 60    |
| 6    | Regno Unito      | 48    |

| Pos. | Nazione          | Punti |
| ---- | ---------------- | ----- |
| 1    | Unione Sovietica | 56    |
| 2    | Germania Est     | 42    |
| 3    | Polonia          | 38    |
| 4    | Germania Ovest   | 37    |
| 5    | Ungheria         | 32    |
| 6    | Paesi Bassi      | 26    |

## Risultati individuali

### Uomini
| Specialità | Oro                     | Prestazione | Argento               | Prestazione | Bronzo             | Prestazione |
| Corse piane |                         |             |                       |             |                    |             |
| 100 m | Marian Dudziak          | 10"3        | Manfred Knickenberg   | 10"4        | Heinz Erbstösser   | 10"5        |
| 200 m | Josef Schwarz           | 21"1        | Heinz Erbstösser      | 21"2        | Jocelyn Delecour   | 21"2        |
| 400 m | Andrzej Badeński        | 45"9        | Manfred Kinder        | 46"6        | Joachim Both       | 47"1        |
| 800 m | Franz-Josef Kemper      | 1'50"3      | Jürgen May            | 1'50"5      | Chris Carter       | 1'50"6      |
| 1 500 m | Bodo Tümmler            | 3'47"4      | Jean Wadoux           | 3'48"0      | Jürgen May         | 3'48"4      |
| 5 000 m | Harald Norpoth          | 14'18"0     | Witold Baran          | 14'20"0     | Derek Graham       | 14'20"4     |
| 10 000 m | Nikolaj Dutov           | 28'42"2     | Lutz Philipp          | 28'44"8     | Kazimierz Zimny    | 28'46"0     |
| Corse a ostacoli |                         |             |                       |             |                    |             |
| 110 hs | Anatolij Michajlov      | 13"9        | Marcel Duriez         | 14"0        | Mike Parker        | 14"5        |
| 400 hs | Robert Poirier (atleta) | 50"8        | John Cooper           | 50"9        | Rainer Schubert    | 51"9        |
| 3 000 siepi | Viktor Kudinskij        | 8'41"0      | Maurice Herriott      | 8'42"2      | Edward Szklarczyk  | 8'42"8      |
| Salti |                         |             |                       |             |                    |             |
| Salto in alto | Valerij Brumel'         | 2,14        | Wolfgang Schillkowski | 2,09        | Edward Czernik     | 2,07        |
| Salto con l'asta | Wolfgang Nordwig        | 5,00        | Klaus Lehnertz        | 4,80        | Gennadij Bliznecov | 4,80        |
| Salto in lungo | Igor' Ter-Ovanesjan     | 7,86        | Jean Cochard          | 7,52        | Hans-Helmut Trense | 7,51        |
| Salto triplo | Hans-Jürgen Rückborn    | 16.51       | Aleksandr Zolotaryov  | 16.40       | Józef Schmidt      | 16.40       |
| Lanci |                         |             |                       |             |                    |             |
| Getto del peso | Nikolaj Karasëv         | 19,19       | Alfred Sosgórnik      | 18,37       | Pierre Colnard     | 18,04       |
| Lancio del disco | Zenon Begier            | 58,92       | Fritz Kühl            | 55,92       | Kim Buchancev      | 55,00       |
| Lancio del martello | Romual'd Klim           | 67,68       | Uwe Beyer             | 67,28       | Martin Lotz        | 65,46       |
| Lancio del giavellotto | Jānis Lūsis             | 82,56       | Janusz Sidło          | 81,18       | Manfred Stolle     | 79,98       |
| Staffette |                         |             |                       |             |                    |             |
| Staffetta 4×100 m | Unione Sovietica        | 39"4        | Polonia               | 39"5        | Germania Ovest     | 39"5        |
| Staffetta 4×400 m | Germania Ovest          | 3'08"3      | Polonia               | 3'08"7      | Unione Sovietica   | 3'09"0      |
| record mondiale; record mondiale stagionale; record europeo; record europeo stagionale; record dei campionati; record nazionale; record personale; record personale stagionale. |                         |             |                       |             |                    |             |

### Donne
| Specialità | Oro                 | Prestazione | Argento            | Prestazione | Bronzo             | Prestazione |
| Corse piane |                     |             |                    |             |                    |             |
| 100 m | Ewa Kłobukowska     | 11"3        | Erika Pollmann     | 11"6        | Galina Mitrochina  | 11"6        |
| 200 m | Ewa Kłobukowska     | 23"0        | Ingrid Becker      | 24"0        | Vera Popkova       | 24"1        |
| 400 m | Marija Itkina       | 54"0        | Hilde Slaman       | 54"6        | Gertrude Schmidt   | 54"9        |
| 800 m | Hannelore Suppe     | 2'04"3      | Ilja Laman         | 2'04"6      | Antje Gleichfeld   | 2'04"7      |
| Corse a ostacoli |                     |             |                    |             |                    |             |
| 80 hs | Irina Press         | 10"4        | Gundula Diel       | 10"5        | Inge Schell        | 10"6        |
| Salti |                     |             |                    |             |                    |             |
| Salto in alto | Taisija Čenčik      | 1,70 m      | Karin Rüger        | 1,70 m      | Jaroslawa Bieda    | 1,63 m      |
| Salto in lungo | Tat'jana Ščelkanova | 6,63 m      | Irena Kirszenstein | 6,33 m      | Helga Hoffmann     | 6,30 m      |
| Lanci |                     |             |                    |             |                    |             |
| Getto del peso | Tamara Press        | 18,59 m     | Renate Garisch     | 16,96 m     | Gertrud Schäfer    | 16,17 m     |
| Lancio del disco | Jolán Kleiber       | 56,74 m     | Tamara Press       | 54,82 m     | Ingrid Lotz        | 53,82 m     |
| Lancio del giavellotto | Elena Gorčakova     | 58,48 m     | Márta Rudas        | 55,78 m     | Anneliese Gerhards | 52,98 m     |
| Staffette |                     |             |                    |             |                    |             |
| Staffetta 4×100 m | Polonia             | 44"9        | Unione Sovietica   | 45"2        | Germania Est       | 45"7        |
| record mondiale; record mondiale stagionale; record europeo; record europeo stagionale; record dei campionati; record nazionale; record personale; record personale stagionale. |                     |             |                    |             |                    |             |